# Carli Renzi
Carli Renzi (24 de octubre de 1982) es una deportista australiana que compitió en judo. Ganó siete medallas en el Campeonato de Oceanía de Judo entre los años 2003 y 2012.

## Palmarés internacional
| Campeonato de Oceanía | Campeonato de Oceanía        | Campeonato de Oceanía | Campeonato de Oceanía |
| Año                   | Lugar                        | Medalla               | Categoría             |
| --------------------- | ---------------------------- | --------------------- | --------------------- |
| 2003                  | Suva (Fiyi)                  | Medalla de plata      | –57 kg                |
| 2004                  | Numea (Francia)              | Medalla de plata      | –57 kg                |
| 2006                  | Papeete (Francia)            | Medalla de oro        | –57 kg                |
| 2008                  | Christchurch (Nueva Zelanda) | Medalla de plata      | –57 kg                |
| 2010                  | Canberra (Australia)         | Medalla de oro        | –57 kg                |
| 2011                  | Papeete (Francia)            | Medalla de oro        | –57 kg                |
| 2012                  | Cairns (Australia)           | Medalla de oro        | –57 kg                |